# Diecezja Rapid City
Diecezja Rapid City (łac. Dioecesis Rapidopolitana, ang. Diocese of Rapid City) jest diecezją Kościoła rzymskokatolickiego obejmująca swą powierzchnią zachodnią część stanu Dakota Południowa.

## Historia
Diecezja została kanonicznie erygowana 4 sierpnia 1902 przez papieża Leona XIII jako diecezja Lead. Wyodrębniono ją z terenów diecezji Sioux Falls. Pierwszym ordynariuszem został kapłan pochodzenia słoweńskiego John Stariha (1845-1915), dotychczasowy wikariusz generalny archidiecezji Saint Paul. 1 sierpnia 1930 siedzibę diecezji przeniesiono do Rapid City. Budowę katedry diecezjalnej ukończono w 1963.

## Ordynariusze
- John Stariha (1902–1909)
- Joseph Francis Busch (1910–1915)
- John Jeremiah Lawler (1915–1948)
- William Tibertus McCarty CSsR (1948–1969)
- Harold Joseph Dimmerling (1969–1987)
- Charles Chaput OFMCap. (1988–1997)
- Blase Cupich (1998–2010)
- Robert Gruss (2011–2019)
- Peter Muhich (2020–2024)
- Scott Bullock (od 2024)